# پروژه لون

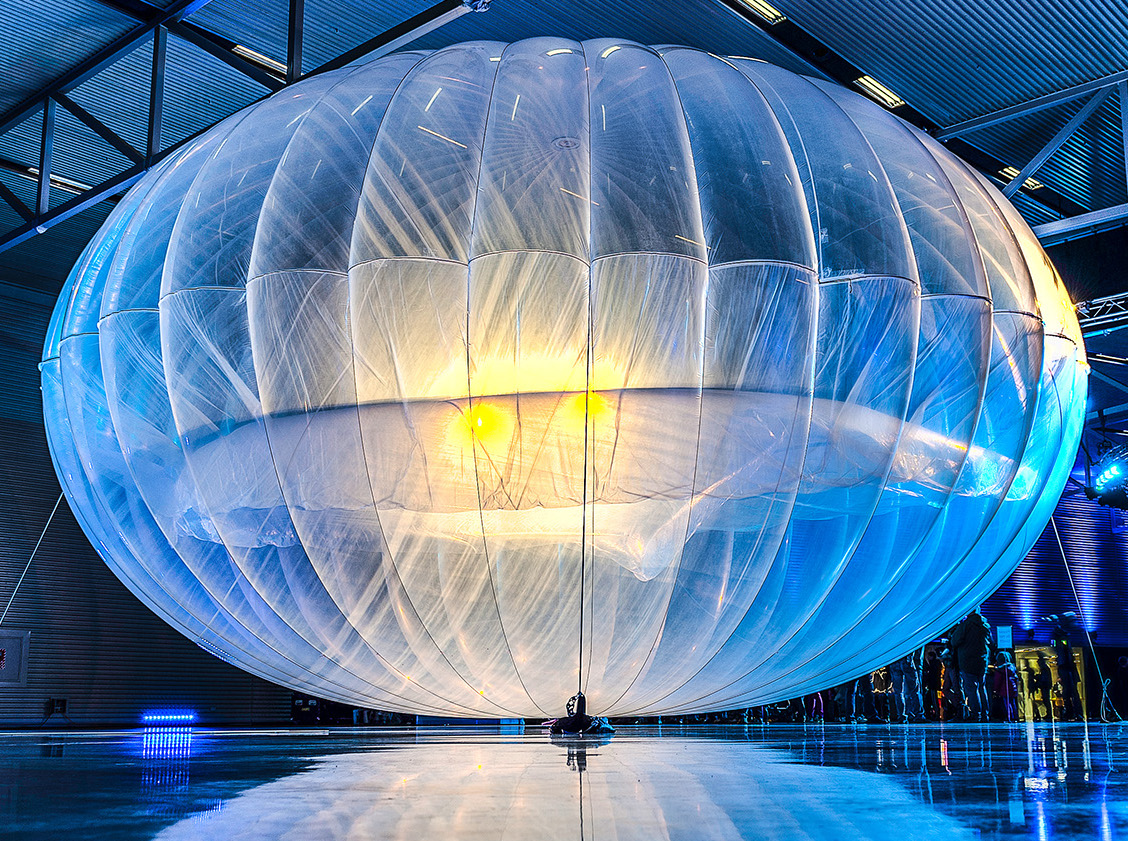
یکی از بالن‌های پروژه لون

شرکت لوون (Loon) یکی از شرکت‌های زیر مجموعه هلدینگ "آلفابت - Alphabet" می‌باشد که هدف آن فراهم آوردن دسترسی به اینترنت در محدوده‌های روستایی و دوردست بوسیلهٔ بالون‌هایی بی‌سرنشین است. این شرکت از بالون‌هایی مرتفع در استراتوسفر در ارتفاعی نزدیک به ۲۰ کیلومتر از سطح زمین استفاده می‌کند که به وسیلهٔ آن‌ها یک شبکهٔ بی‌سیم با سرعتی تا حد سرعت نسل چهارم شبکه تلفن همراه فراهم می‌آورد.
حرکت بالون‌ها با استفاده از تنظیم ارتفاعشان انجام می‌شود، بدین صورت که بالن با کمک داده‌های سازمان ملی اقیانوسی و جوی در یک لایهٔ باد با سرعت مورد نظر قرار می‌گیرد. کاربرانی که می‌خواهند به شبکهٔ بالون متصل شوند از آنتنی که روی ساختمان‌هایشان نصب می‌شود استفاده می‌کنند. سیگنال‌ها بین بالون‌ها دست به دست می‌شوند تا اینکه نهایتاً به یک ایستگاه زمینی که متصل به رسانندهٔ خدمات اینترنتی است می‌رسند و به اینترنت جهانی راه می‌یابند. یکی از اهداف دیگر این پروژه بهبود ارتباطات در زمان بلایای طبیعی تعریف شده‌است. از چهره‌های شاخص پروژه می‌توان به ریچ دوال به عنوان معمار ارشد فنی که متخصص فناوری‌های پوشیدنی نیز می‌باشد، مایک کسیدی به عنوان یک رهبر پروژه و کوروش بهروزی هدایت‌کننده شبکه و مخابرات نام برد.

## مکان اجرا
این طرح در نیوزیلند، استرالیا و نقاط دورافتاده کالیفرنیا و برزیل آزمایش شده اما وسعت جغرافیایی و گستردگی جزایر اندونزی به مرحله جدید از این طرح اهمیت بیشتری داده‌است.

## واژه‌نامه
1. ↑  High-altitude balloon
2. ↑  Rich DeVaul
3. ↑  Mike Cassidy
4. ↑  Cyrus Behroozi